# Бялокош
Бялокош (пол. Białokosz) — село в Польщі, у гміні Хжипсько-Велике Мендзиходського повіту Великопольського воєводства.
Населення — 167 осіб (2011).
У 1975-1998 роках село належало до Познанського воєводства.

## Демографія
Демографічна структура станом на 31 березня 2011 року:
|          | Загалом | Допрацездатний вік | Працездатний вік | Постпрацездатний вік |
| -------- | ------- | ------------------ | ---------------- | -------------------- |
| Чоловіки | 92      | 28                 | 57               | 7                    |
| Жінки    | 75      | 15                 | 42               | 18                   |
| Разом    | 167     | 43                 | 99               | 25                   |